# Odonteus orientalis
Odonteus orientalis is een keversoort uit de familie cognackevers (Bolboceratidae). De wetenschappelijke naam van de soort werd in 1998 gepubliceerd door Mittal.